# Jan Zimmer
Jan Zimmer (født 16. maj 1926 i Ružomberok, død 21. januar 1993 i Bratislava, Slovakiet) var en slovakisk komponist, lærer og pianist.
Jan Zimmer studerede på Bratislava Musikkonservatorium (1941-1948) bl.a. under Eugen Suchon. Han studerede herefter på Budapest Musikakademi. 
Zimmer underviste på Bratislava Musikkonservatorium (1948-1952) i musikteori og klaver.
Han har komponeret mere end 120 værker som f.eks. 12 symfonier,orkesterværker, tre operaer, syv klaverkoncerter, kammermusik, koralværker og klavermusik. Zimmer hører til de vigtigste komponister fra Slovakiet i nyere tid. 

## Udvalgte værker
- Symfoni nr. 1 (1955) - for orkester
- Symfoni nr. 2 (1958) - for orkester
- Symfoni nr. 3 (1959) - for orkester
- Symfoni nr. 4 (1959) - for sopran, tenor, kor og orkester
- Symfoni nr. 5 (1961) - for orkester
- Symfoni nr. 6 "Improvisation" (1965) - for orkester
- Symfoni nr. 7 (1966) - for orkester
- Symfoni nr. 8 (1971) - for orkester
- Symfoni nr. 9 (1973) - for orkester
- Symfoni nr. 10 "Til ære for Haydn" (1979) - for strygere og træblæsere
- Symfoni nr. 11 (1980) - for orgel og orkester
- Symfoni nr. 12 (1985) - for kor og orkester
- "Kong Ødipus" (1963 rev. 1969) - opera (baseret på historien om Ødipus Rex)
- "Herakles" (1972) -  opera-pantomime
- "Brudt tid" (1977) - opera
- 7 Klaverkoncerter (1949, 1952, 1958, 1960, 1961-64, 1972, 1985) - for klaver og orkester
- Variationer (1945) - for violin, bratsch og cello
- 3 strygerkvartetter (1960, 1983, 1987)

## Eksterne kilder og henvisninger
- Om Jan Zimmer på musicweb-international.com
- Ján Zimmer Arkiveret 19. august 2014 hos  Wayback Machine på old.hc.sk